# 米特尔诺伊夫纳赫
米特尔诺伊夫纳赫是德国巴伐利亚州的一个市镇。总面积16.93平方公里，总人口1064人，其中男性547人，女性517人（2011年12月31日），人口密度63人/平方公里。